# Lemang
Il lemang è un cibo tradizionale del sud-est asiatico a base di riso glutinoso, latte di cocco e sale, cotto in una canna di bambù scavata e foderata con foglie di banano al fine di impedire al riso di attaccarsi al bambù. Si trova comunemente nei paesi del sud-est asiatico marittimo, in particolare Brunei, Malesia, Singapore e Indonesia. La versione Minahasan di questo piatto è conosciuta come Nasi Jaha, ed è cotta con lo stesso metodo.

## Descrizione
La porzione di bambù contenente il riso glutinoso, sale e latte di cocco è posta leggermente inclinata su un piccolo fuoco, con l'apertura rivolta verso l'alto e deve essere girata regolarmente per rendere uniforme la cottura. Ci vogliono circa 4–5 ore per cucinare il lemang.
Il lemang viene comunemente mangiato per segnare la fine del digiuno quotidiano durante le feste musulmane annuali di Eid-ul-fitr e Eid-ul-adha ed è popolare in paesi come il Brunei, anche se originario della Malesia.
Il metodo di cottura con un contenitore di bambù è comune tra diverse etnie tra cui malesi, minando, minahasa, dayak e tribù asli.
Il popolo iban prepara il lemang per celebrazioni come la festa del raccolto di Hari Gawai, e di solito viene mangiato con piatti di carne come il pollo al curry. Il processo di cottura utilizzato nella produzione di lemang per molte carni diverse è noto anche come "pansoh/pansuh" nelle comunità dayak indigene.

## Galleria d'immagini

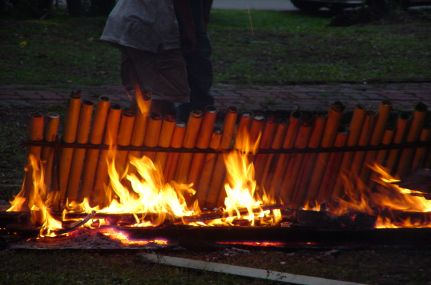
Cottura del lemang
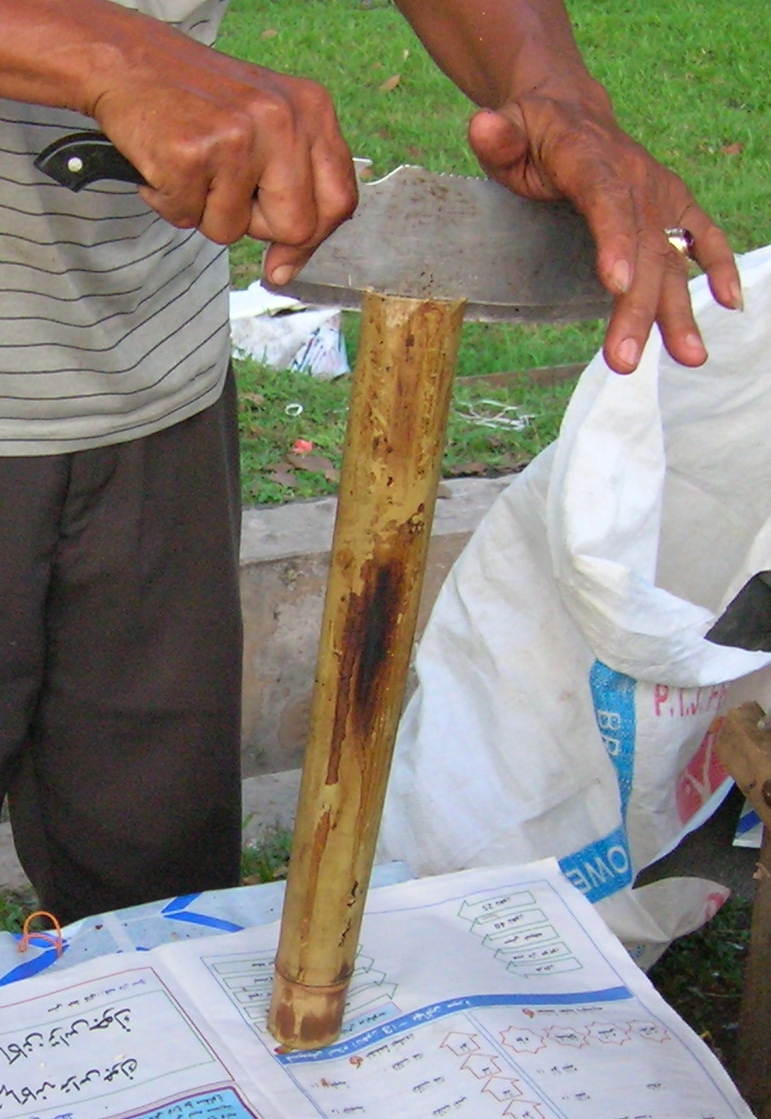
Taglio del bambù allo scopo di essere scavato per consentire la cottura del lemang al suo interno